# Lucifer (Disney)
Pour les articles homonymes, voir Lucifer (homonymie).
Lucifer  est un chat de fiction du long métrage d'animation Cendrillon (1950) adapté du conte de Charles Perrault, Cendrillon ou la Petite pantoufle de verre paru en 1697, et de la version des frères Grimm, Aschenputtel, publiée en 1812.

## Description
Le chat Lucifer a été créé par Ward Kimball d'après son propre animal de compagnie,, un chat écaille de tortue nommé Feetsy, sur les recommandations de Walt Disney qui avait rencontré l'animal chez Kimball,. Le principal défi de Kimball était de donner un caractère méchant au chat, une forme de corruption source de comédie.
Kimball a conçu un gros chat qui saisit toutes les chances pour accommoder le monde qui l'entoure à sa sauce. Il possède des yeux aux très petites pupilles avec des iris colorés mais leurs formes peuvent changer pour accentuer l'expression par exemple de chasseur ou de surprise. Il est plutôt indolent et léthargique mais peut être rapide et fort quand ses antagonistes pointent leurs museaux. Beck crédite Kimball de l'intégralité de l'animation de la scène de poursuite entre Lucifer et les deux souris.
La revue Newsweek décrit le chat comme l'un des points importants du film, un gros chat incomparablement fier de lui-même conçu comme extraordinaire vilain opposé aux souris de la maisonnée. Grant ajoute que le Lucifer prend un caractère régulier des méchants chez Disney, du moins pour les acolytes du méchant, un certain embonpoint. Toutefois pour Thomas Nelson, dans un article de 1978, Lucifer est à la fois un équivalent animal de la cruauté de la Belle-mère mais aussi, de par sa nature animale un contrepoids qui permet d'adoucir l'impact de cette méchanceté avec un aspect de méchant de comics. Selon Nelson, la corruption du chat serait plus due à la vanité de sa maitresse qu'à un caractère propre.